# 钩状钩丝壳
钩状钩丝壳（学名：Uncinula adunca）是属于白粉菌目白粉菌科钩丝壳属的一种真菌，寄生在杨柳科植物上。该种分布于巴基斯坦、中国、日本、丹麦、加拿大、比利时、印度、匈牙利、俄罗斯、芬兰、法国、英国、罗马尼亚、美国、挪威、荷兰、葡萄牙、奥地利、意大利、瑞典、德国等国家。